# John Holloway (Musiker)
John Holloway (* 19. Juli 1948 in Neath, Wales) ist ein britischer Violinist und Dirigent.

## Leben und Wirken
John Holloway spielte sein erstes Konzert im Alter von acht Jahren, ein Jahr später, bis zu seinem 21. Lebensjahr erhielt er Privatunterricht von Yfrah Neaman (1923–2003). Danach begann sein Studium an der Guildhall School of Music and Drama, dort hatte er während drei Jahren Streichquartettunterricht in der Klasse von William Pleeth. Nach ersten Engagements, u. a. bei der Academy of St. Martin in the Fields und im English Chamber Orchestra, war er in den 1970er Jahren Manager und Konzertmeister des Kent-Opera Orchesters. Nach einer Begegnung mit Sigiswald Kuijken im Jahre 1972 begann er parallel zur modernen Violine mit dem Spiel der Barockvioline, der er sich fortan vermehrt widmete. Holloway gilt heute als einer der angesehenen Violinisten, Lehrer und Dirigenten im Bereich der historischen Aufführungspraxis.
Neben Einspielungen der Vier Jahreszeiten und L’Estro Armonico von Antonio Vivaldi, spielte er erstmals das gesamte Kammermusikwerk von Georg Friedrich Händel auf historischen Instrumenten, mit dem von ihm im gleichen Jahr gegründeten Ensemble L’école d’Orphée ein. Seine CD-Einspielung der Rosenkranz-Sonaten von Biber erhielt 1991 den Preis der Deutschen Schallplattenkritik.
1970 wurde er Konzertmeister der London Classical Players und der Taverner Players, heute spielt er mit vielen bedeutenden Barockorchestern der Welt und ist als Musikwissenschaftler und Dozent gefragt. Neben zahlreichen Gastprofessuren erhielt er 1999 einen Lehrauftrag an der Hochschule für Musik Carl Maria von Weber Dresden. 2014 wechselte Holloway als Gastdozent an die Hochschule für Musik Trossingen.
Zwischen 2003 und 2005 war Holloway der musikalische Direktor des Indianapolis Baroque Orchestra. 2005 gründete er mit dem belgischen Dirigenten und Cembalisten Florian Heyerick und einem Musikagenten die Mannheimer Hofkapelle, die im Sommer 2007 erstmals nach 300 Jahren in ihrer ursprünglichen Besetzung von 40 Musikern zu hören war. Von 2006 bis 2012 war Holloway künstlerischer Leiter des Internationalen Wettbewerbes und Meisterkurses Violine in Dresden.